# キム・テウォン
キム・テウォン（Kim Thae Won、1965年4月12日 - ）は、韓国の歌手、作曲家。身長177cm。
ロックバンド「復活（ブファル/부활/BOOHWAL）」のギタリストでリーダーも務める。

## 概要
- 1985年 - 「復活」の前身となる「the end」で活動。
- 1985年 - ロックバンド「復活」を結成。この結成時のボーカルはキム・ジョンソ（元・シナウィ）。
- 1986年 - キム・ジョンソが兵役により軍へ入隊するため脱退。ボーカルにイ・スンチョルを迎え、新生「復活」でメジャーデビュー。1集（アルバム）「Rock Will Never Die」をリリースし35万枚のヒット。
- 1987年 - 2集「フェサン(回想)」発表。40万枚のヒットで韓国を代表するロックバンドとなる。
- 1988年 - キム・テウォンとイ・スンチョルは意見が対立することが多くなり、結果としてイ・スンチョルが脱退する。これ以降、復活はメンバーチェンジを繰り返しながら活動を続けることとなる。
- 1988年 - 大麻所持・使用により逮捕される。西大門拘置所に収監。
- 1991年 - 大麻使用で2度目の逮捕。
- 2003年 - 「D.O.A. Guitar Project Band」としてアルバム「Dead Or Alive」をリリース。
- 2003年 - KBS演技大賞 作詞・作曲賞受賞。
- 2004年 - 映画 私の頭の中の消しゴムのサウンドトラック製作（作曲）を担当。
- 2010年 - 自身初となるCM出演。
- 2010年 - キム・テウォンの音楽人生を基にしたドラマ「ロックROCK楽」（ノ・ミヌ主演・全4話）が製作される。
- 2011年1月 - レギュラー番組「男子の資格」の癌特集で検査を受けた際に初期の胃がんであることが発覚。2月に行われた2度の手術で全ての腫瘍を摘出した。この胃がんに関する内容は3月に同番組で放送された。

## タレント活動
近年ではバラエティ番組にもたびたび出演している。中でも、「男子の資格」はレギュラーとして出演し、独特の雰囲気や発言で人気を得ている。番組内ではその風貌から「おばあさん」と呼ばれることも多いことから視聴者にも定着。現在では「国民的ハルモニ（おばあさん）」と呼ばれるほどにもなった。

## 作品

### ＜復活＞
- 1986年 1集『Rock Will Never Die』
- 1987年 2集『フェサン（回想）』
- 1989年 『Best of Born Again』※ベストアルバム
- 1993年 3集『Loss of memory（記憶喪失）』
- 1995年 4集『About The Idle Thoughts』
- 1996年 『イソベ ブッ（イソップの筆）』※ベストアルバム
- 1997年 5集『プレ パルギョン（火の発見）』
- 1999年 6集『イサン シソン（理想視線）』
- 2001年 7集『Color』
- 2002年 8集『セビョッ（夜明け）』
- 2003年 9集『Over The Rainbow』
- 2005年 10集『抒情（ソジョン）』
- 2006年 11集『サラン（愛）』
- 2006年 『復活 Live & Unplugged』※ライブアルバム
- 2009年 12集PartI 『25th ANNIVERSARY：RETROSPECT』
- 2010年 12集Part2 『25th Anniversary: Retrospect II』

### ＜D.O.A. Guitar Project Band＞
- 2003年 1集『Dead Or Alive』

## TV出演

### 現在の出演番組
- 「男子の資格」 （KBS2） レギュラー

### 過去の出演番組
- 「シャンパン」 （KBS2、2009年） MC
- 「スターゴールデンベル」 （KBS2、2009年） ゲスト
- 「野心満満2」 （SBS、2009年6月29日） ゲスト
- 「黄金漁場-ラジオ スター」 （MBC、2010年） MC
- KBS2 TVドラマスペシャル「ロックRock楽」 （KBS2、2010年） 特別出演
- 「偉大な誕生」 （MBC、2011年） ゲスト
- 「遊びにおいで」 （MBC、2011年3月29日） ゲスト
- 「黄金漁場-膝打ち導師」 （MBC、2011年3月30日） ゲスト

### CM
- 東西食品「ホットチョコミテ」 （2010年12月）

## 受賞歴
- 2003年 - 「KBS演技大賞」 作詞賞・作曲賞
復活の8集に収録された「Never Ending Story」で作詞賞と作曲賞を同時に受賞。